# Макрушин, Пётр Филиппович
Пётр Филиппович Макрушин (род. 16 июня 1936) — дежурный по горке станции Магнитогорск, Челябинская область, Герой Социалистического Труда (1984).

## Биография
Родился 16 июня 1936 года в деревне Иштуганово Мелеузовского района Башкирии.
В 1955 году окончил Магнитогорское железнодорожное училище № 3. Два года работал в Карталах — вначале вагонным мастером, затем старшим кондуктором.
С 1957 года трудился на станции Магнитогорск-Товарный. Десять лет работал главным кондуктором, а с 1967 года составителем поездов. По его предложению было проведено усовершенствование процесса формирования и расформирования составов, сооружена вышка для лучшего обзора территории, составителей поездов для связи с машинистами обеспечили рациями, что позволило обходиться без помощников.
Семидесятые годы стали временем признания трудовых заслуг инициативного работника. В 1974 году он был признан лучшим рационализатором железной дороги, дважды был участником ВДНХ СССР, был награждён тремя орденами.
В 1980 году Макрушин стал работать регулировщиком скорости движения поездов, был избран депутатом Челябинского областного Совета народных депутатов. В 1983 году перешёл на должность мастера по ремонту машин и механизмов. Через год Пётр Филиппович стал дежурным по горке и явился инициатором бригадного подряда по доставке местного груза, выступил с почином «Каждой рабочей смене — высокопроизводительный труд».
Указом Президиума Верховного Совета СССР от 3 августа 1984 года за выдающиеся успехи, достигнутые в выполнении заданий по ускорению перевозок народнохозяйственных грузов за счёт увеличения веса и длины поездов, внедрения высокопроизводительных технологий в работу, и проявленный при этом трудовой героизм Макрушину Петру Филипповичу присвоено звание Героя социалистического Труда с вручением ордена Ленина и золотой медали «Серп и Молот».
Живёт в городе Магнитогорск Челябинской области.
Награждён двумя орденами Ленина, орденами Октябрьской Революции, Трудового Красного Знамени, медалями; знаком «Почётный железнодорожник». Почётный гражданин города Магнитогорска (2002)